# Ioannis Malokinis
Ioannis Malokinis (em grego:  Ιωάννης Μαλοκίνης, 1880 – 1942) foi um nadador grego. Ele participou dos Jogos Olímpicos de Verão de 1896, em Atenas.
Malokinis competiu nos 100 metros livre para marinheiros. Ele chegou em primeiro entre os três participantes, com o tempo de 2:20.4.  Este tempo foi cerca de um minuto menor que a marca de 1:22.2, de Alfréd Hajós no evento dos 100 metros livre.